# Шотар и Компания
«Шотар и Компания» (фр. Chotard et Cie) — французский художественный фильм-комедия Жана Ренуара, поставленный им в 1932 году по одноимённой пьесе Роже Фердинанда.

## Сюжет
Франсуа Шотар зажиточный  оптовый торговец бакалейными товарами, живёт с женой и дочерью в провинциальном городке южной Франции. В его буржуазном доме всё должно зависеть от установленных им правил.
У его дочери Рен, имеется два малоподходящих поклонника: лейтенант жандармерии и поэт Жюльен Колинне. Во время костюмированного бала, проходящего в местной супрефектуре, поэт бежит с Рен. В связи с этим Шотар вынужден в конце концов и скрепя сердце примириться с Жюльеном и дать своё благословение на его брак со своей дочерью. Шотар некоторое время пытается приобщить непрактичного зятя-поэта к своим коммерческим делам. Однако тот пребывает постоянно в мечтах, и оказывается малопригодным к торговле: он устраивает такой беспорядок в делах, что его тесть, выведенный из себя, прогоняет его из дома.
Жюльен вынужден собрать свои вещи и уйти. Однако, в то время как он ожидает на вокзале прибытие своего поезда, газеты извещают, что он получил литературную Гонкуровскую премию. Многие жители городка приходят его поздравить, а польщённый вниманием Шотар, видя такое признание, возвращает Жюльена с вокзала и между ними происходит примирение. Шотар пребывает в восторге от такого успеха, и решает, что в литературную деятельность зятя необходимо внести коммерческую составляющую. Придя к выводу, что литературная деятельность приносит больше прибыли, чем бакалея, он запирает поэта в башне, поставив ему задачу писать по 20 страниц в день, и по 10 романов в год. Жюльен пытается вразумить Шотара и начинает сопротивляться такому диктату.
Между тем компания Шотара и его дела приходят в упадок, так как все служащие читают романы и рассуждают о литературе. В конце концов, Жюльен сумел заставить тестя понять, что, если вы хотите жить не в разладе с действительностью, каждый должен делать то, что он умеет и к чему у него лежит душа: Шотар займется своей торговлей, а поэт будет писать по вдохновению.

## В ролях
| Актёр         | Роль                                          |
| ------------- | --------------------------------------------- |
| Фернан Шарпен | Франсуа Шотар                                 |
| Жанна Лори    | Мари Шотар, его жена                          |
| Жорж Помьес   | Жюльен Коллине                                |
| Жанна Буатель | Рен Шотар, в замужестве Коллине — дочь Шотара |
| Макс Дальбан  | приказчик в бакалейной лавке Шотара           |
| Луи Сенье     | капитан жандармерии                           |
| Луи Тунк      | супрефект                                     |
| Диньимон      | однокашник и приятель Коллине                 |
| Жак Беккер    | гость на костюмированном балу                 |
| Малу Треки    | служанка                                      |

## Создание
После создания фильма «Сука», который хоть и оценила критика, но имевшего посредственный успех, Жан Ренуар вынужден был обратиться к созданию коммерческих лент. Этот период после выхода на экраны «Суки» и созданием фильма «Тони», режиссёр характеризовал следующим образом: «Я жил кое-как, изредка снимая убогие фильмы, вплоть до того момента, когда Марсель Паньоль дал мне возможность снимать „Тони“».
Фильм был снят Ренуаром в 1932 году по одноимённой комедийной пьесе Роже Фердинанда, на базе компании которого и создавался фильм. Съёмки продолжались 23 дня, с ноября по декабрь 1932 года и велись в павильонах студии компании «Пате» в Жуанвиле. На французские экраны фильм вышел в марте 1933 года.

## Критика
По мнению Андре Базена, в этом фильме поэт преподает мещанину урок:  «Каждый должен делать то, для чего предназначен; Шотар наведёт порядок в своей бакалейной лавке, а поэт будет писать только по вдохновению». Базен указывает, что, по его мнению, фильм довольно милый, хотя и ограничен первоначальной, довольно посредственной драматургической основой: «Фильм, однако, очень занятный, благодаря изобретательности в деталях и всему, что Ренуар добавляет от себя к Роже Фердинанду, но надо сказать, что с этим пьеса как таковая кажется ещё хуже, чем на самом деле».
К другим недостаткам тот же автор относит отсутствие гармоничной, слаженной актёрской игры, что особенно бросается в глаза в отсутствие соответствия между образом Жоржа Помьеса, играющего поэта, и другими исполнителями. Создаётся впечатление, что весь фильм снят в очень сжатые сроки и только в студийных помещениях, так как Базен не увидел в нём ни одной сцены на натуре. С другой стороны, он отмечает забавные формальные поиски и режиссёрские находки: «чудесный сложный проезд камеры в начале, представляющий нам магазин и апартаменты Шотара, потом симметричный проезд в конце». Во многих сценах актёры играют в театральной манере, лицом в камеру, что Базен объясняет, тем, что это скорее всего вызвано необходимостью уложиться в очень короткие сроки съёмки.
По наблюдению Клода Бейли, режиссёр в этом фильме сумел избежать многих привычных штампов характерных для фильмов-спектаклей и он насыщен тем же весёлым вдохновением, что и в более раннем «Лодыре» и в «Будю, спасённом из воды»: «В общем, результат вполне соответствует намерению Ренуара, который хотел, по собственным словам, „сделать что-нибудь наподобие милой американской комедии“». В то же время, историк кино Жорж Садуль указывал, что Ренуар вынужден был после неудачи с фильмом «Сука» в первой половине 1930-х годов работать «на рынок», и в этот «безрадостный период» снял фильм «Шотар и Компания», который он охарактеризовал, как «жалкий водевиль».